# Ribes aciculare
Ribes aciculare är en ripsväxtart som beskrevs av James Edward Smith. Ribes aciculare ingår i släktet ripsar, och familjen ripsväxter. Inga underarter finns listade i Catalogue of Life.

## Bildgalleri

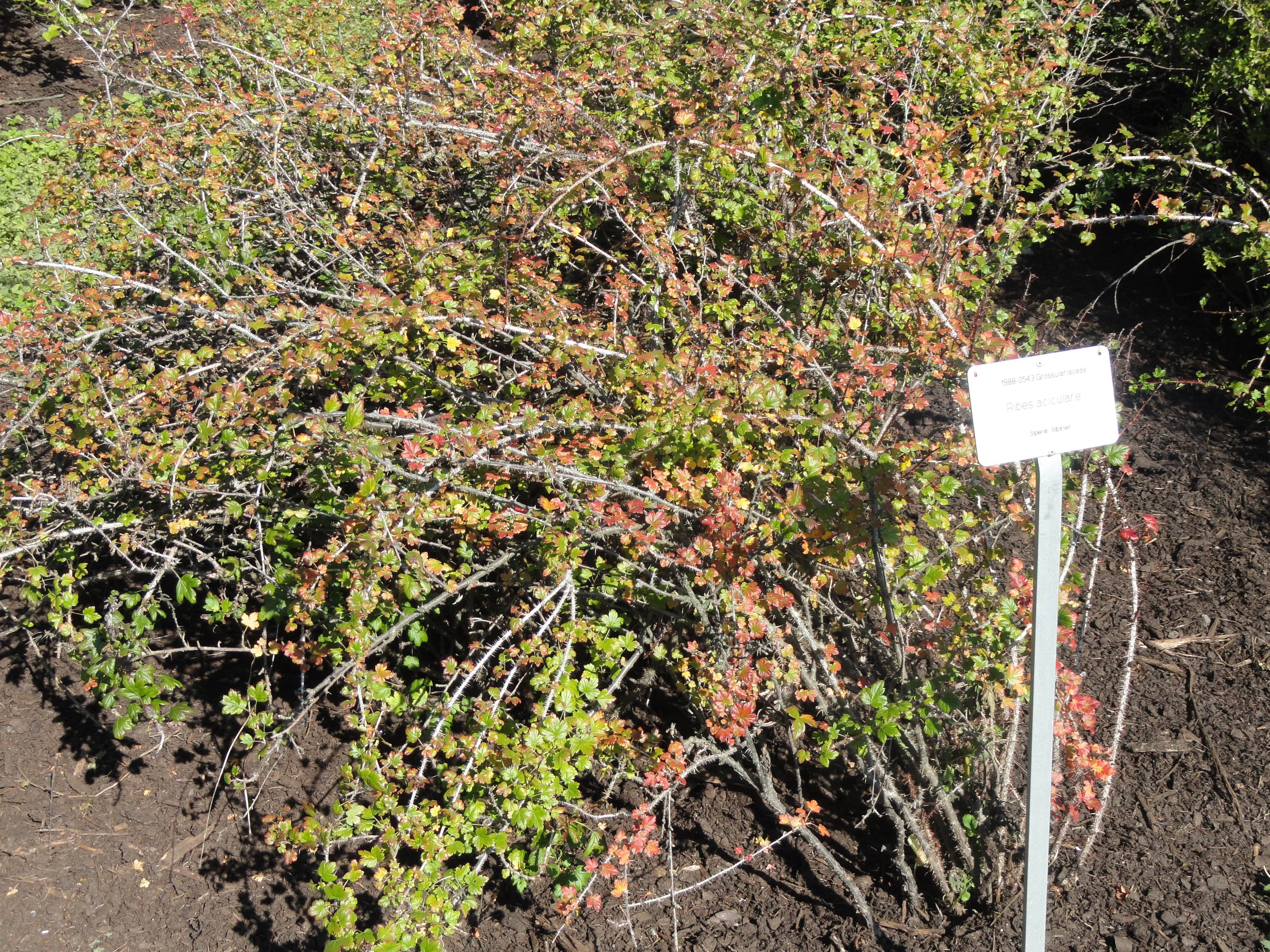
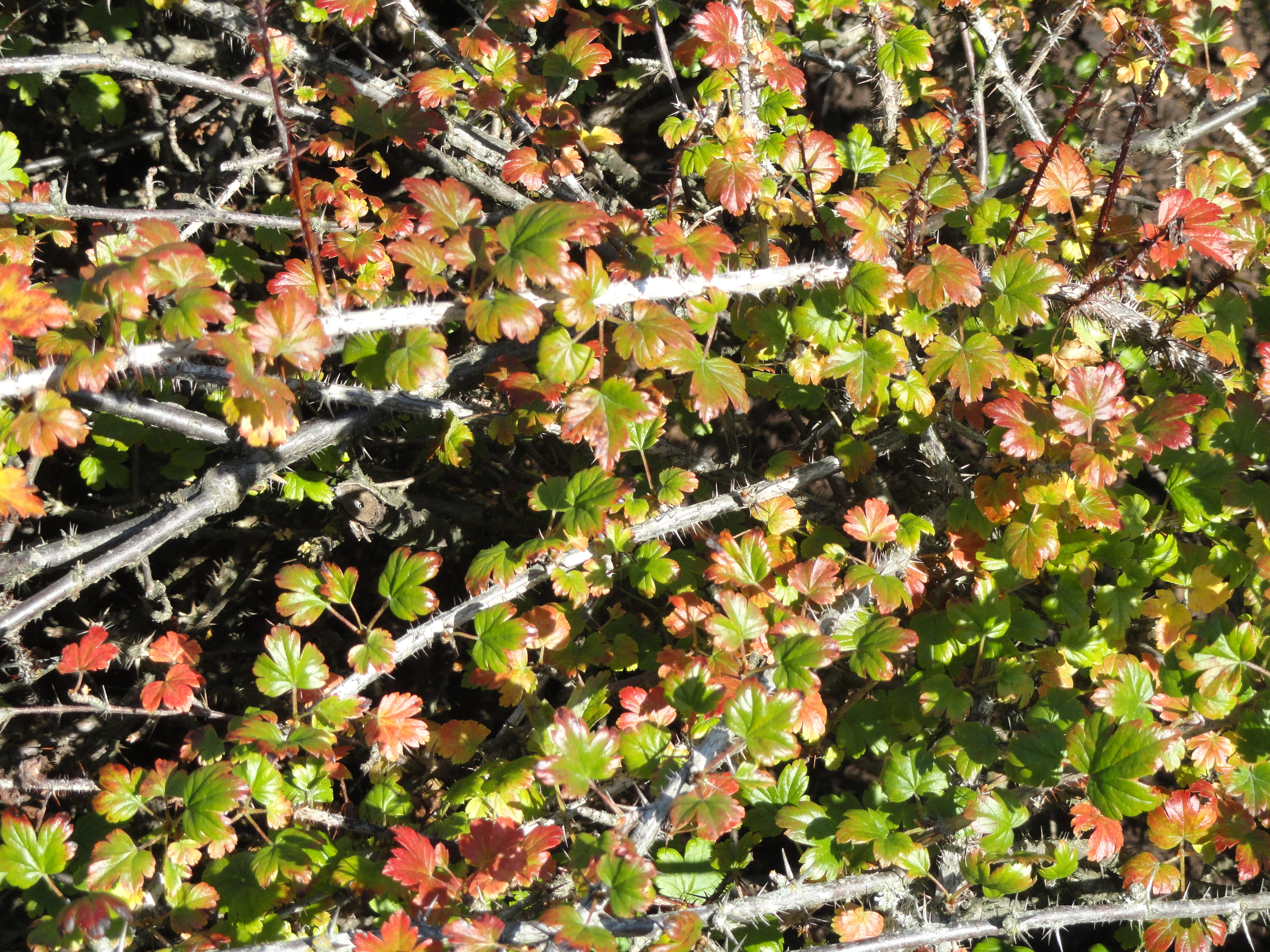